# Peter J. De Muth

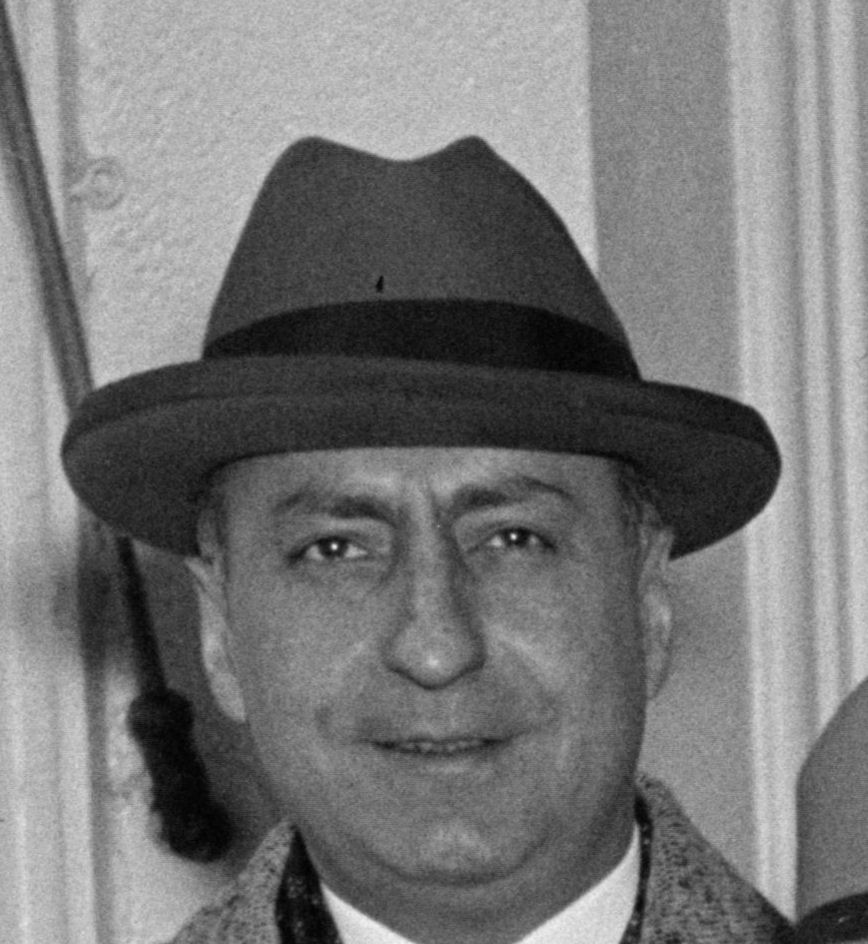
Peter J. De Muth (1938)

Peter Joseph De Muth (* 1. Januar 1892 in Pittsburgh, Pennsylvania; † 3. April 1993 im Orange County, Kalifornien) war ein US-amerikanischer Politiker. Zwischen 1937 und 1939 vertrat er den Bundesstaat Pennsylvania im US-Repräsentantenhaus.

## Werdegang
Peter De Muth besuchte die öffentlichen Schulen seiner Heimat und danach das Carnegie Institute of Technology, ebenfalls in  Pittsburgh. Zwischen 1914 und 1918 arbeitete er als Bauingenieur. Während der Endphase des Ersten Weltkrieges trat er am 15. Juli 1918 der United States Navy bei, in der er als Maschinist diente. Nach dem Krieg kehrte er nach Pittsburgh zurück, wo er zwischen 1919 und 1922 als Verkaufsmanager arbeitete. Danach war er in der Immobilienbranche und als Bauunternehmer tätig. Politisch schloss er sich der Demokratischen Partei an.
Bei den Kongresswahlen des Jahres 1936 wurde De Muth im 30. Wahlbezirk von Pennsylvania in das US-Repräsentantenhaus in Washington, D.C. gewählt, wo er am 3. Januar 1937 die Nachfolge von J. Twing Brooks antrat. Da er im Jahr 1938 nicht bestätigt wurde, konnte er bis zum 3. Januar 1939 nur eine Legislaturperiode im Kongress absolvieren. Während dieser Zeit wurden dort weitere New-Deal-Gesetze der Roosevelt-Regierung verabschiedet.
Nach dem Ende seiner Zeit im US-Repräsentantenhaus engagierte sich De Muth in Pittsburgh wieder in der Immobilienbranche und im Baugewerbe. 1949 zog er nach Los Angeles in Kalifornien, wo er ebenfalls in diesen Branchen tätig wurde. Später lebte er in Laguna Hills. Er starb am 3. April 1993 im Alter von 101 Jahren.